# Groot bronkruid
Groot bronkruid (Montia fontana) is een eenjarige of overblijvende kruid dat behoort tot de familie Montiaceae. Vroeger werd de soort ingedeeld in de posteleinfamilie. De soort staat op de Nederlandse Rode lijst van planten als vrij zeldzaam en stabiel of iets toegenomen. De soort komt overwegend voor in gebieden met een gematigd klimaat.  Er zijn ook auteurs die groot en klein bronkruid tot dezelfde soort Montia fontana rekenen.

## Determinatie
Groot bronkruid is een kussenvormende plant. Ze wordt 10–40 cm groot. De iets doorschijnende, slappe, sterk vertakte, vaak rood aangelopen stengels zijn meestal liggend, maar kunnen ook recht opstaan of op het water drijven. De stengel kan op de onderste knopen wortels vormen. De iets vlezige, onduidelijk gesteelde, 0,5–1,5 cm lange bladeren zijn smal spatelvormig tot langwerpig omgekeerd-eirond.
De plant bloeit van mei tot in september met 2–3 mm grote, trechtervormige, witte bloemen, die met twee tot acht bloemen in kleine losse trossen zitten. De bloem heeft drie kleine en twee grote slippen. De onderste bloemen hebben één of twee schutbladen. De bloem heeft drie meeldraden. De stijl heeft drie stempels. De ronde kelk heeft twee 1–2 mm lange kelkbladen. De zoom van de kelk blijft in de vruchttijd aanwezig.
De 1–2 mm lange vrucht is een eenhokkige, driekleppige doosvrucht met een centrale zaaddrager en bevat één tot drie zaden. De zwarte, 0,5–1,2 mm grote zaden zijn glanzend en glad of met fijne uitsteekseltjes, die veel smaller zijn dan de mazen van de zaadhuid. Ze hebben een rond of plat mierenbroodje.
Het aantal chromosomen is 2n = 18 of 20.

## Ecologie
Groot bronkruid komt voor in stilstaand of stromend, mesotroof water in brongebieden, op natte oevers en op natte tot vochtige, humusvrije grond onder parkbomen en soms in tuinen.

## Namen in andere talen
- Duits: Glanzsamiges Bach-Quellkraut
- Engels: Annual water minerslettuce, Water Blinks, Fountain Miner's lettuce, Spring Miner's-Lettuce
- Frans: Montie des fontaines, Montie des sources